# Ruth Dwyer

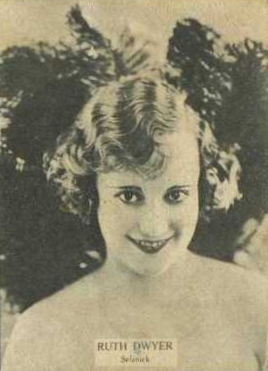
Ruth Dwyer um 1920

Ruth Dwyer (* 25. Januar 1898 in Brooklyn, New York; † 2. März 1978 in Los Angeles, Kalifornien) war eine US-amerikanische Schauspielerin der Stummfilmzeit.

## Karriere
Dwyer sammelte als Tänzerin in Off-Broadway-Produktionen in den 1910er Jahren Erfahrungen auf der Bühne. Der Erfolg veranlasste sie, nach Los Angeles zu ziehen, um dort als Filmschauspielerin bekannt zu werden. Ihr Filmdebüt gab sie 1920 in The Evil Eye. Ruth Dwyer wurde eine beliebte Darstellerin in Haupt- und Nebenrollen zahlreicher Filme der 1920er Jahre. Großen Erfolg hatte sie als Hauptdarstellerin an der Seite von Buster Keaton in dem Spielfilm Sieben Chancen (1925). Sie war neben bekannten Darstellern wie Herbert Rawlinson, Franklyn Farnum, Reginald Denny, George Walsh oder Glenn Tryon im Kino zu sehen.
Ihre letzte größere Rolle spielte sie 1928 in Alex the Great, dieser Film gilt aber wie viele andere als verschollen. Der Übergang zum Tonfilm gelang ihr nicht, nach einigen kleinen Nebenrollen zog sie sich Mitte der 1940er Jahre vom aktiven Filmgeschäft zurück und gründete eine Künstleragentur in San Francisco.
Dwyer war mit dem Schauspieler und Talentsucher William Jackie verheiratet. Sie starb 1978 im Motion Picture & Television Country House in Los Angeles.

## Filmografie (Auswahl)
- 1920: The Evil Eye
- 1920: The Stealers
- 1921: Clay Dollars
- 1923: His Mystery Girl
- 1924: After a Million
- 1924: Broadway or Bust
- 1924: The Reckless Age
- 1924: Dark Stairways
- 1924: The Covered Trail
- 1925: The Gambling Fool
- 1925: Going the Limit

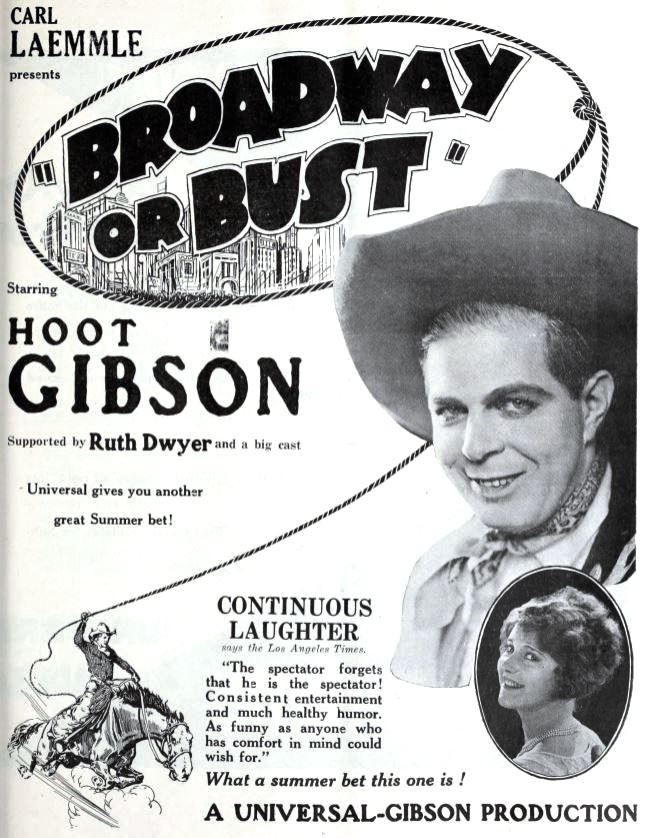
Broadway or Bust (1924)

- 1925: Sieben Chancen (Seven Chances)
- 1925: The Fear Fighter
- 1925: Crack o' Dawn
- 1925: The Canvas Kisser
- 1925: White Fang
- 1926: The Patent Leather Pug
- 1926: Stepping Along
- 1926: The Brown Derby
- 1926: A Man of Quality
- 1927: A Hero for a Night
- 1927: The Lost Limited
- 1927: White Pants Willie
- 1927: The Racing Fool
- 1927: The Nest
- 1928: Monty, der Wüstling (A Perfect Gentleman)
- 1928: Alex the Great
- 1938: Mannequin
- 1941: Unfinished Business
- 1942: For Me and My Gal
- 1943: Slightly Dangerous